# Mesocyclops wraniki
Mesocyclops wraniki is een eenoogkreeftjessoort uit de familie van de Cyclopidae. De wetenschappelijke naam van de soort is voor het eerst geldig gepubliceerd in 2000 door Baribwegure & Dumont.